# Direction interrégionale des services pénitentiaires de Paris
 (avril 2021).
Si vous disposez d'ouvrages ou d'articles de référence ou si vous connaissez des sites web de qualité traitant du thème abordé ici, merci de compléter l'article en donnant les références utiles à sa vérifiabilité et en les liant à la section « Notes et références ».
La direction interrégionale des services pénitentiaires de Paris est le service déconcentré de l'administration pénitentiaire française chargé d'animer, de coordonner et de contrôler l'activité des 18 établissements pénitentiaires et des 8 services pénitentiaires d'insertion et de probation (SPIP) d'Île-de-France.  
Sa compétence s'étend sur la région administrative d'Île-de-France (qui comprend 8 départements) et couvre le ressort de 2 cours d'appel : Paris et Versailles. Elle est l'une des dix directions interrégionales des services pénitentiaires présentes sur le territoire métropolitain et ultramarin. 

## Organisation
Les locaux de la direction interrégionale des services pénitentiaires de Paris sont situés 3 avenue de la Division Leclerc, à Fresnes (Val-de-Marne). Depuis le 17 mai 2021, le directeur interrégional est Stéphane Scotto. Son adjointe est Isabelle Liban.

## Ressort

### Établissements pénitentiaires
La direction interrégionale des services pénitentiaires de Paris est compétente pour coordonner l'activité des établissements pénitentiaires situés dans son ressort.

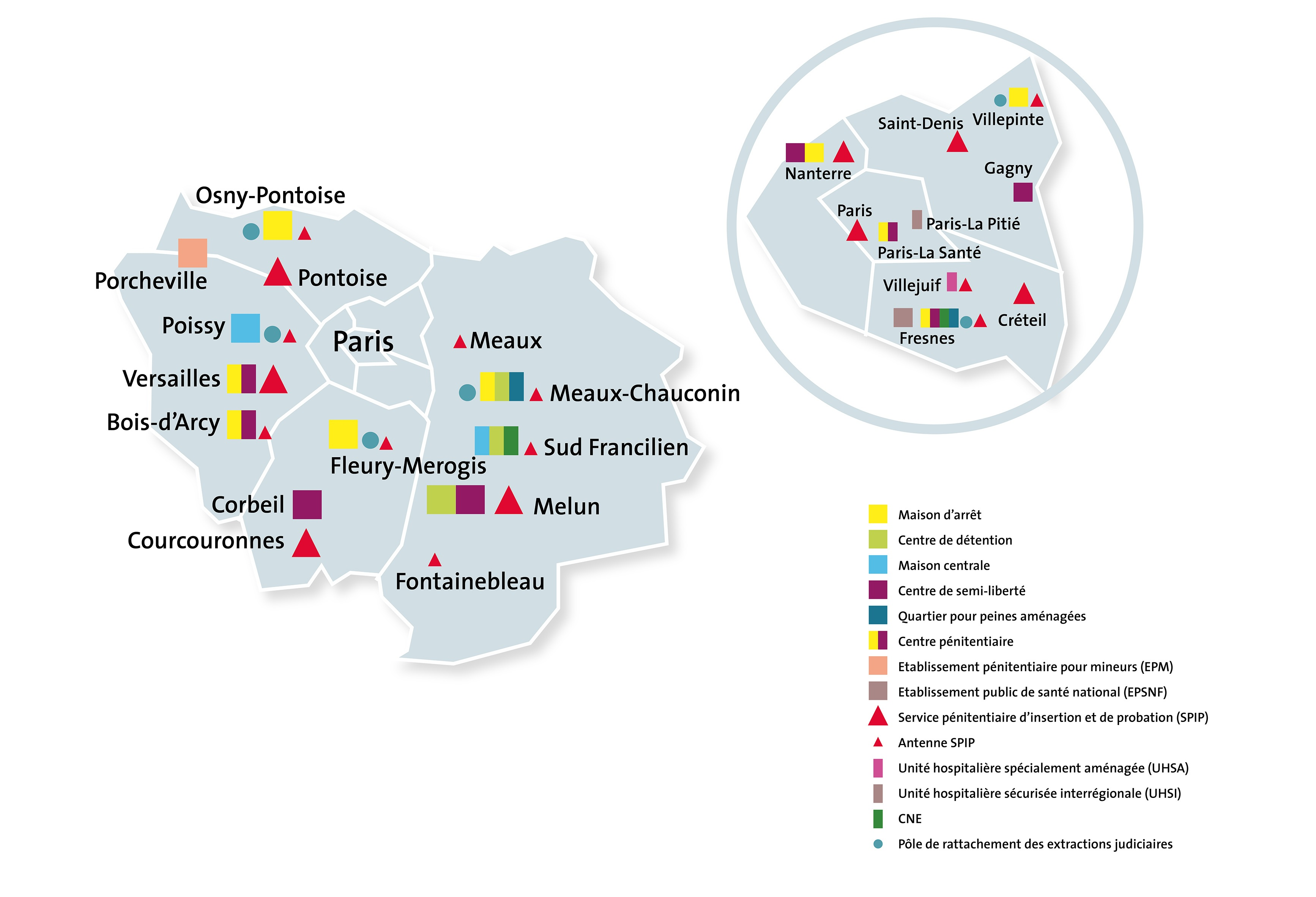
Carte des établissements pénitentiaires et SPIP Ile-de-France

#### Paris
- Le centre pénitentiaire de Paris-La Santé et son annexe :
  - L'unité hospitalière sécurisée interrégionale (UHSI) de Paris, située au sein de l'hôpital de la Pitié-Salpêtrière

#### Seine-et-Marne
- Le centre pénitentiaire de Meaux-Chauconin-Neufmontiers
- Le centre pénitentiaire sud-francilien (Réau)
- Le centre de détention de Melun
- Le centre de semi-liberté de Melun

#### Yvelines
- Le centre pénitentiaire de Bois-d'Arcy
- La maison d'arrêt de Versailles
- La maison centrale de Poissy
- L'établissement pénitentiaire pour mineurs de Porcheville

#### Essonne
- La maison d'arrêt de Fleury-Mérogis
- Le centre de semi-liberté de Corbeil-Essonnes

#### Hauts-de-Seine
- Le centre pénitentiaire de Nanterre-Hauts-de-Seine

#### Seine-Saint-Denis
- La maison d'arrêt de Villepinte
- Le centre de semi-liberté de Gagny

#### Val-de-Marne
- Le centre pénitentiaire de Fresnes et ses annexes :
  - L'établissement public de santé national de Fresnes (EPSNF)
  - Le quartier pour peines aménagées de Villejuif
  - L'unité hospitalière spécialement aménagée (UHSA) de Villejuif : rattachée au centre pénitentiaire de Fresnes, elle est située à Villejuif, au sein du groupement hospitalier Paul Guiraud

#### Val-d'Oise
- La maison d'arrêt du Val-d'Oise (Osny)

### Services pénitentiaires d'insertion et de probation

#### Sièges
La direction interrégionale des services pénitentiaires de Paris est compétente pour coordonner l'activité des services pénitentiaires d'insertion et de probation dont les sièges départementaux sont situés à Paris, Melun, Versailles, Courcouronnes, Nanterre, Saint-Denis, Créteil, Pointoise.

#### Antennes ou résidences administratives
La direction interrégionale des services pénitentiaires de Paris est également compétente pour coordonner l'activité des antennes ou résidences administratives des services pénitentiaires d'insertion et de probation situées à Villepinte, Fresnes, Villejuif, Meaux, Fontainebleau, Réau, Fleury-Mérogis, Bois-d'Arcy, Poissy, Osny.